# Розточник
Розточник (пол. Roztocznik, нім. Olbersdorf) — село в Польщі, у гміні Дзержонюв Дзержоньовського повіту Нижньосілезького воєводства.
Населення — 485 осіб (2011).
У 1975-1998 роках село належало до Валбжиського воєводства.

## Демографія
Демографічна структура станом на 31 березня 2011 року:
|          | Загалом | Допрацездатний вік | Працездатний вік | Постпрацездатний вік |
| -------- | ------- | ------------------ | ---------------- | -------------------- |
| Чоловіки | 261     | 61                 | 176              | 24                   |
| Жінки    | 224     | 45                 | 130              | 49                   |
| Разом    | 485     | 106                | 306              | 73                   |